# Aaron Zigman
Aaron Zigman (* 6. Januar 1963 in San Diego, Kalifornien) ist ein US-amerikanischer Filmkomponist und Musikproduzent.

## Leben
Zigman wurde als Sohn einer Pianistin in San Diego geboren. Er studierte an der University of California in Los Angeles und unterzeichnete dort seinen ersten Vertrag als Songwriter. Er produzierte und schrieb Songs u. a. für Ray Charles, Sting, Phil Collins, Tina Turner, Seal, Huey Lewis, Natalie Cole und Christina Aguilera. Außerdem arbeitet er auch als Studiomusiker, so z. B. am 9. Studioalbum Couldn’t Have Said It Better von Meat Loaf. Seit dem Jahr 2002 und dem Film John Q – Verzweifelte Wut ist er als Komponist für Filmmusik tätig.

## Filmografie (Auswahl)
- 2002: John Q – Verzweifelte Wut (John Q)
- 2002: Behind the Scenes of „John Q“ (Dokumentarfilm)
- 2004: Wie ein einziger Tag (The Notebook)
- 2004: Raise Your Voice – Lebe deinen Traum (Raise Your Voice)
- 2006: Dance! Jeder Traum beginnt mit dem ersten Schritt (Take the Lead)
- 2006: Streets of Philadelphia – Unter Verrätern (10th & Wolf)
- 2006: Flicka – Freiheit. Freundschaft. Abenteuer. (Flicka)
- 2006: Step Up
- 2006: Alpha Dog – Tödliche Freundschaften (Alpha Dog)
- 2007: Der Glücksbringer (Good Luck Chuck)
- 2007: Brücke nach Terabithia (Bridge to Terabithia)
- 2007: Mr. Magoriums Wunderladen (Mr. Magorium’s Wonder Emporium)
- 2007: Smart People
- 2007: Der Jane Austen Club (The Jane Austen Book Club)
- 2007: Mein Kind vom Mars (Martian Child)
- 2008: Flash of Genius
- 2008: Sex and the City – Der Film (Sex and the City: The Movie)
- 2008: Step Up to the Streets (Step Up 2 the Streets)
- 2008: The Family That Preys
- 2009: Die nackte Wahrheit (The Ugly Truth)
- 2009: Beim Leben meiner Schwester (My Sister’s Keeper)
- 2009: Selbst ist die Braut (The Proposal)
- 2009: Madea Goes to Jail
- 2010: Mit Dir an meiner Seite (The Last Song)
- 2010: Sex and the City 2
- 2010: Auch Liebe macht mal Ferien 2 (Why Did I Get Married Too?)
- 2011: Der perfekte Ex (What’s Your Number?)
- 2011: Der ganz normale Wahnsinn – Working Mum (I Don’t Know How She Does It)
- 2012: Yellow
- 2012: Step Up: Miami Heat (Step Up Revolution)
- 2013: Nix wie weg – vom Planeten Erde (Escape from Planet Earth)
- 2013: Liebe im Gepäck (Baggage Claim)
- 2014: Die Schadenfreundinnen (The Other Woman)
- 2014: The Best of Me – Mein Weg zu dir (The Best of Me)
- 2015: I Saw the Light
- 2015: Mr. Right
- 2016: Dear Eleanor – Zwei Freundinnen auf der Suche nach ihrer Heldin (Dear Eleanor)
- 2016: Wakefield – Dein Leben ohne dich (Wakefield)
- 2017: Die Hütte – Ein Wochenende mit Gott (The Shack)
- 2020: Immer Ärger mit Grandpa (The War with Grandpa)
- 2020: Brave Mädchen tun das nicht (A Nice Girl Like You)
- 2020: Gossamer Folds
- 2022: A Jazzman’s Blues
- 2023: God Is a Bullet
- 2024: The Six Triple Eight

## Auszeichnungen
Zigman hat mehrfach den BMI Film & TV Award gewonnen darunter für John Q – Verzweifelte Wut (2002), Wie ein einziger Tag (2004), Madea Goes to Jail, Sex and the City – Der Film (beide 2009). Des Weiteren erhielt er 2005 zusammen mit Alex Brown einen Emmy für den Song Sim Shalom aus dem Film Crown Heights.